# Joan Sims
Irene Joan Marion Sims, född 9 maj 1930 i Basildon, Essex, död 27 juni 2001 i Chelsea, London, var en brittisk skådespelerska.
Hon fick sin skådespelarutbildning vid RADA. Efter att ha framträtt vid repertoarteatrar, fick hon så småningom framgångar i Londons West End. Hon medverkade i mer än 50 filmer (bl.a. den populära "Doktor"-serien och Carry On-filmerna och över 100 TV-produktioner.

## Filmografi (urval)
- 1953 – Hin Håle i högform
- 1954 – Doktorn är här
- 1954 – Skolflickor är vi allihopa
- 1955 – Doktorn går till sjöss
- 1956 – En flicka på kroken
- 1957 – Oss mördare emellan
- 1959 – Nu tar vi tempen
- 1960 – Doktorn är kär
- 1962 – Twice Round the Daffodils
- 1964 – Nu tar vi Cleopatra
- 1968 – Nu tar vi vicekungen i Khyberdalen
- 1971 – A Christmas Carol (röst)
- 1971 – Kom igen Henry
- 1985 – Miss Marple (TV-serie)
- 1994 – Martin Chuzzlewit (TV-serie)
- 1994–1998 – As Time Goes By (TV-serie)
- 2000 – The Last of the Blonde Bombshells (TV-film)